# Luch 5A
O Luch 5A é um satélite de comunicação geoestacionário russo construído pela ISS Reshetnev (ex NPO Prikladnoi Mekhaniki, NPO PM). Ele está localizado na posição orbital de 167 graus de longitude leste e é de propriedade da Agência Espacial Federal Russa (Roscosmos). O satélite foi baseado na plataforma Express-1000A e sua expectativa de vida útil é de 10 anos. O Luch 5A é usado para transmitir dados a partir do Segmento Orbital Russo da Estação Espacial Internacional, e de outros satélites em órbita terrestre baixa.

## Lançamento
O satélite foi lançado com sucesso ao espaço no dia 11 de dezembro de 2011 às 11:17 UTC, por meio de um veículo Proton-M/Briz-M a partir do Cosmódromo de Baikonur, no Cazaquistão, juntamente com o satélite AMOS 5. Ele tinha uma massa de lançamento de 1148 kg.